# 齋藤淳一郎
齋藤 淳一郎（さいとう じゅんいちろう、1972年（昭和47年）6月15日 - ）は、日本の政治家。元栃木県矢板市長（2期）。元栃木県議会議員（2期）。
立憲民主党所属の衆議院議員、福田昭夫は義父。

## 来歴
栃木県矢板市出身。矢板市立西小学校、矢板市立矢板中学校、栃木県立大田原高等学校、早稲田大学教育学部社会科卒業。早稲田大学雄弁会に所属。また、在学中に国会議員政策担当秘書資格試験に合格し、長峯基参議院議員の公設政策担当秘書を務めた。1997年（平成9年）3月、早稲田大学大学院修士課程修了。同年4月、栃木県庁に入庁。2002年（平成14年）1月、日本貿易振興機構（ジェトロ）海外調査部中国・北アジアチームに派遣された。
2010年（平成22年）10月、栃木県庁を退職。2011年（平成23年）の栃木県議会議員選挙にみんなの党公認で出馬し初当選。2015年（平成27年）の県議選は無所属で出馬し再選。
2016年（平成28年）4月10日に行われた矢板市長選挙に出馬。自由民主党系の陣営は、元県議会議長の青木克明と元副市長の飯野正敏に分裂。混乱ぶりを象徴するように、退任を既に決めていた遠藤忠市長は青木と飯野の両候補の出陣式に出席し、それぞれの当選を願う発言を行った。三者の戦いを制した齋藤は4月17日に市長に就任した。選挙の結果は以下のとおり。
※当日有権者数：27,553人 最終投票率：65.92%（前回比：pts）
| 候補者名   | 年齢 | 所属党派 | 新旧別 | 得票数  | 得票率 | 推薦・支持 |
| ---------- | ---- | -------- | ------ | ------- | ------ | ---------- |
| 齋藤淳一郎 | 43   | 無所属   | 新     | 9,335票 | 51.91% |            |
| 青木克明   | 63   | 無所属   | 新     | 7,008票 | 38.97% |            |
| 飯野正敏   | 64   | 無所属   | 新     | 1,640票 | 9.12%  |            |

2020年（令和2年）、元市議会議長の和田安司（自民党・公明党推薦）との一騎打ちを制し再選。
※当日有権者数：26,966人 最終投票率：58.38%（前回比：-7.54pts）
| 候補者名   | 年齢 | 所属党派 | 新旧別 | 得票数  | 得票率 | 推薦・支持             |
| ---------- | ---- | -------- | ------ | ------- | ------ | ---------------------- |
| 齋藤淳一郎 | 47   | 無所属   | 現     | 8,862票 | 56.74% |                        |
| 和田安司   | 59   | 無所属   | 新     | 6,757票 | 43.26% | （推薦）自民党・公明党 |

2024年（令和6年）、三選を目指したが、元市議会議員の森島武芳に敗れ、落選。
※当日有権者数：26,067人 最終投票率：65.11%（前回比：6.73pts）
| 候補者名   | 年齢 | 所属党派 | 新旧別 | 得票数  | 得票率 | 推薦・支持 |
| ---------- | ---- | -------- | ------ | ------- | ------ | ---------- |
| 森島武芳   | 37   | 無所属   | 新     | 9,542票 | 56.62% |            |
| 齋藤淳一郎 | 51   | 無所属   | 現     | 7,311票 | 43.38% |            |